# Алланд
Алланд (нім. Alland) — муніципалітет з 2651 жителем (станом на 1 січня 2023 р.) в окрузі Баден у Нижній Австрії, близько 20 км на південний захід від Відня.

## Географія
Ринкове місто Алланд лежить у верхів'ях Швехату, в західній частині Хелененталя та промислового району. Басейн навколо Аланда утворює центр зони відпочинку Вінервальд на зовнішній кільцевій автостраді Відня (A 21). Найвища гора — 834 м Хоер Ліндкогель.

## Історія
1000-річний, сільський, лісистий Алланд був ще у 12 столітті. Він був власністю Бабенбергерів у 19 столітті та був мисливським угіддям Габсбургів. Назва місця походить від імені Аделата або adel achter, що означає благородну власність.

## Населення

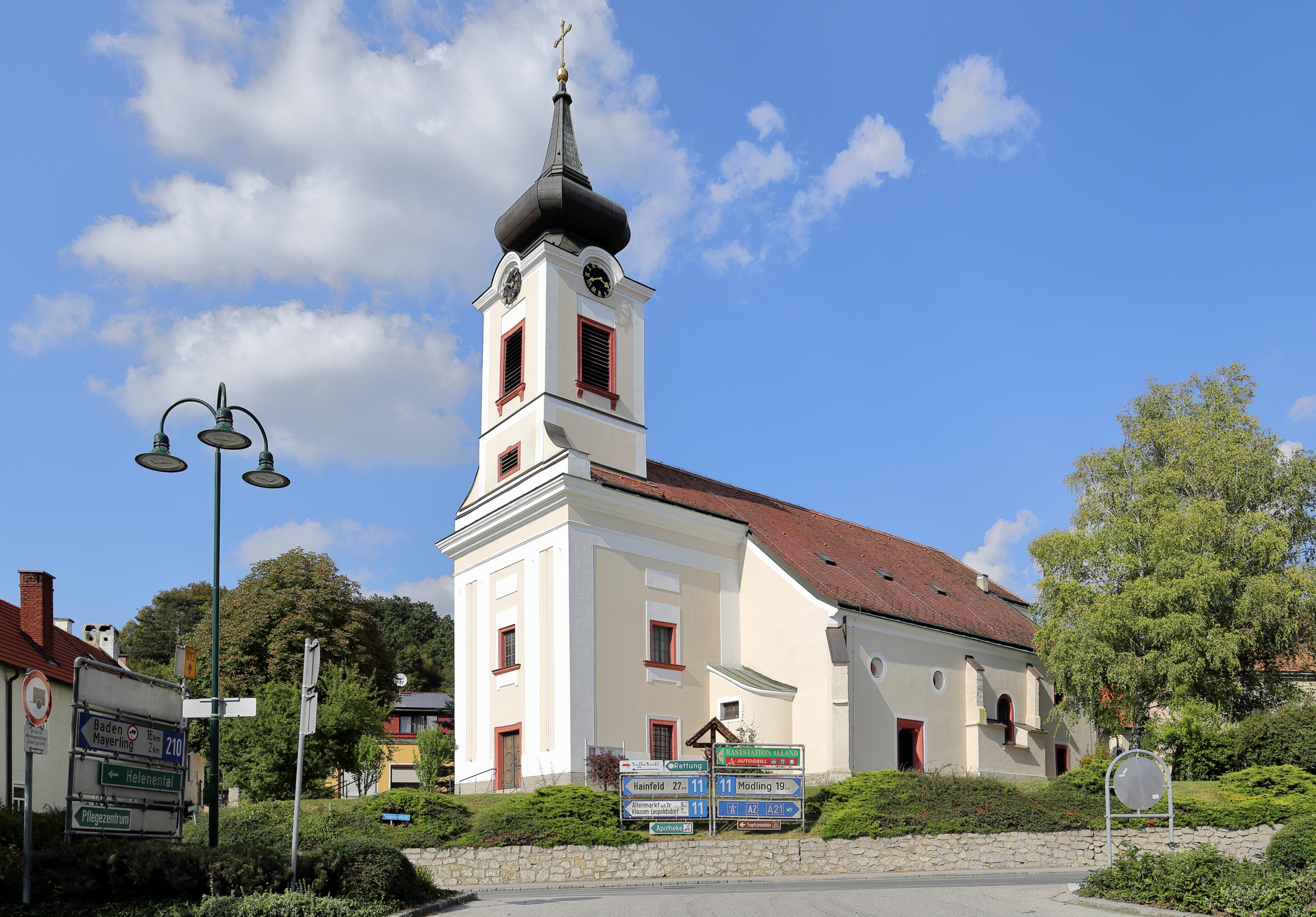
Парафіяльний костел св. Джордж і Маргарет
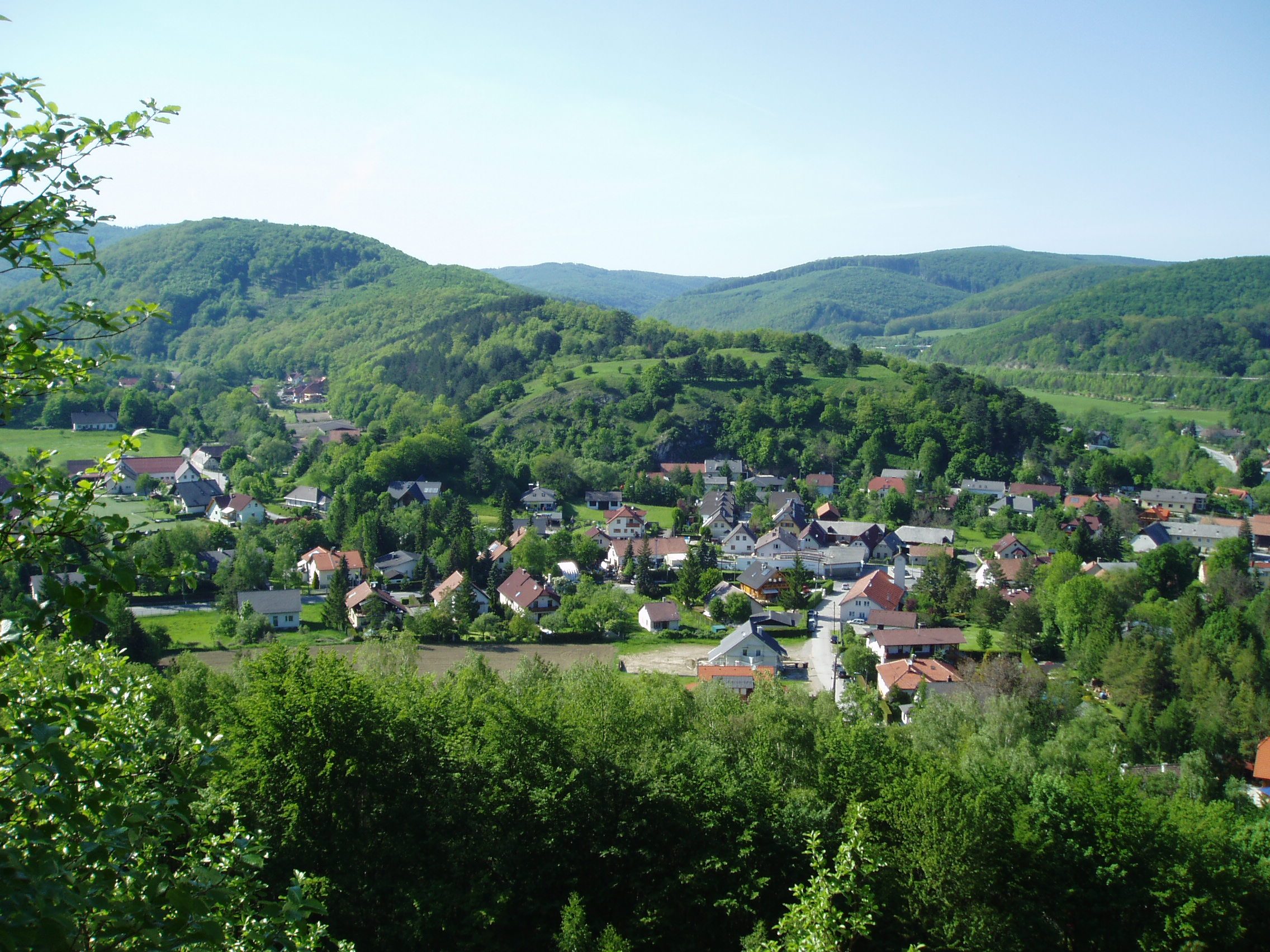
Вид на західну частину Алланда - Lutterkordtgasse, Wagenhof - з кар'єру Buchberg.
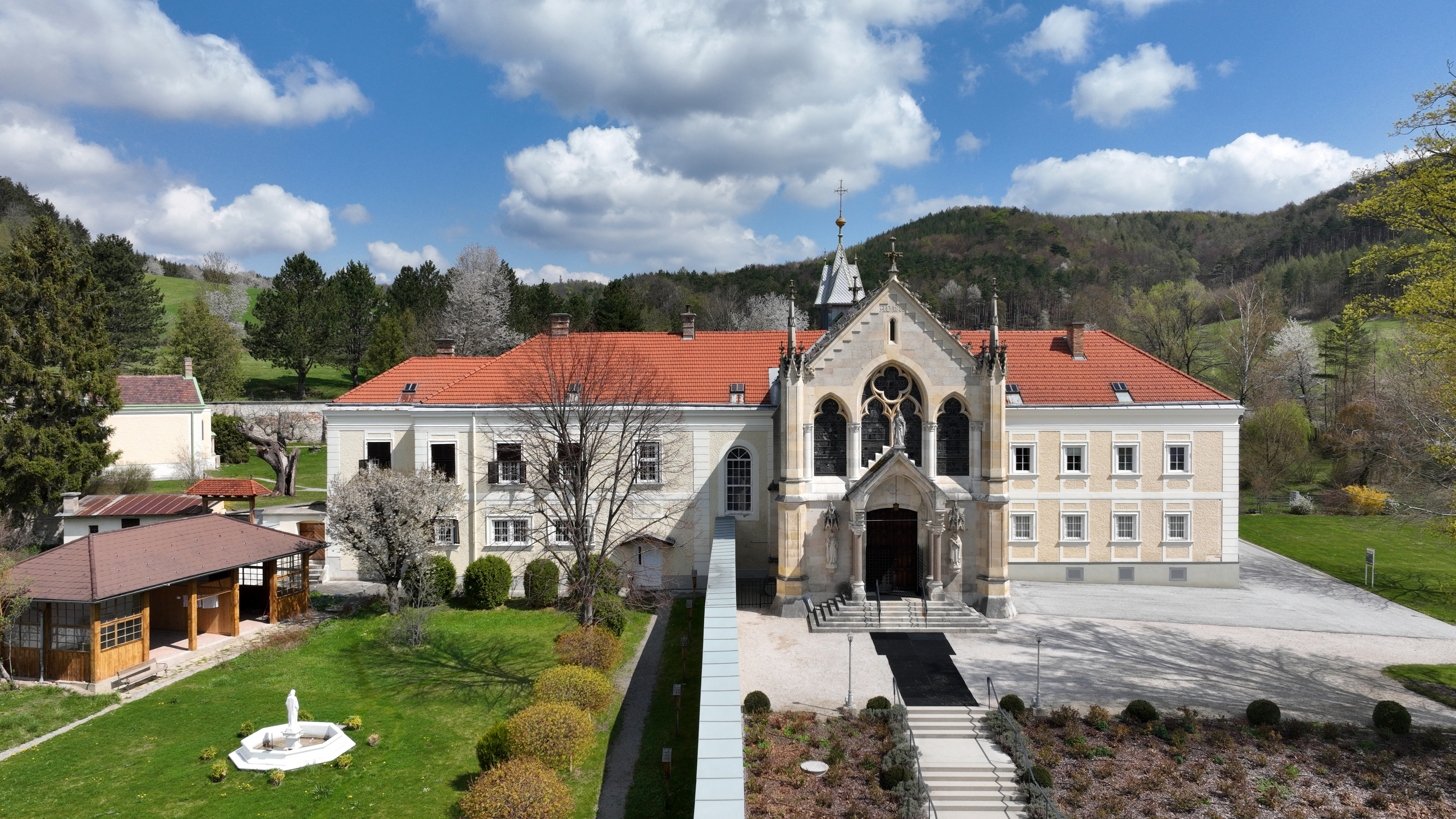
Кармель Майєрлінг